# Reinhardskirche Steinau

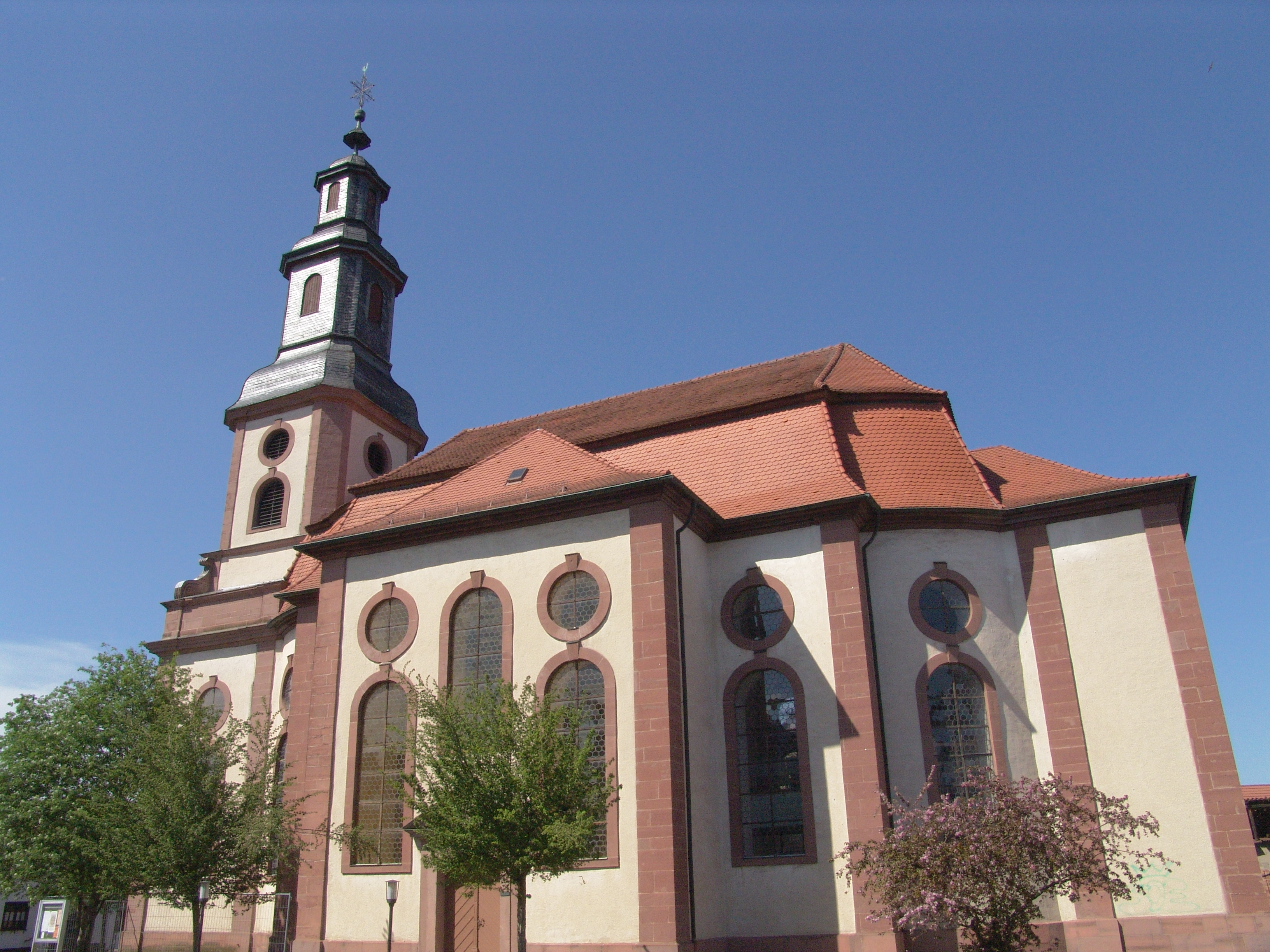
Reinhardskirche (2012)

Die Reinhardskirche in Steinau an der Straße wurde in den Jahren 1725–1731 als Kirche für die lutherische Minorität in der „Obergrafschaft“ der Grafschaft Hanau-Münzenberg errichtet.
Architekt der Kirche, die sich an der Ziegelgasse in der historischen Altstadt befindet, war der gräfliche Baumeister Christian Ludwig Hermann. Sie ist die älteste und größte einer Reihe von Querkirchen, die in der mehrheitlich reformierten Grafschaft für die lutherische Minderheit in dieser Zeit errichtet wurden. Vor Baubeginn musste deshalb der Widerstand der mehrheitlich reformierten Bevölkerung in Steinau überwunden werden, deren Rechte durch den Religions-Hauptrezess von 1670 gesichert waren: Der Bau war nur in der Vorstadt möglich.
Der Grundstein wurde durch den regierenden Grafen, Johann Reinhard III., im August 1725 gelegt. Christian Ludwig Hermann gestaltete einen repräsentativen, verputzten Saalbau mit Sandsteingliederung. Über allen Fenstern, die als Rundbogenfenster gestaltet sind, befinden sich Okuli. Im Osten ist ein Treppenhaus, im Westen der Turm vorgelagert. Das Hauptportal findet sich an der südlichen Langseite in einem rechteckigen Vorbau. Im Innern ist der Raum quer orientiert und enthält geschwungene, zum Teil zweigeschossige Emporen. Die Kanzel ist an der nördlichen Langseite über dem Altar angeordnet. Die Einweihung erfolgte am 9. September 1731.

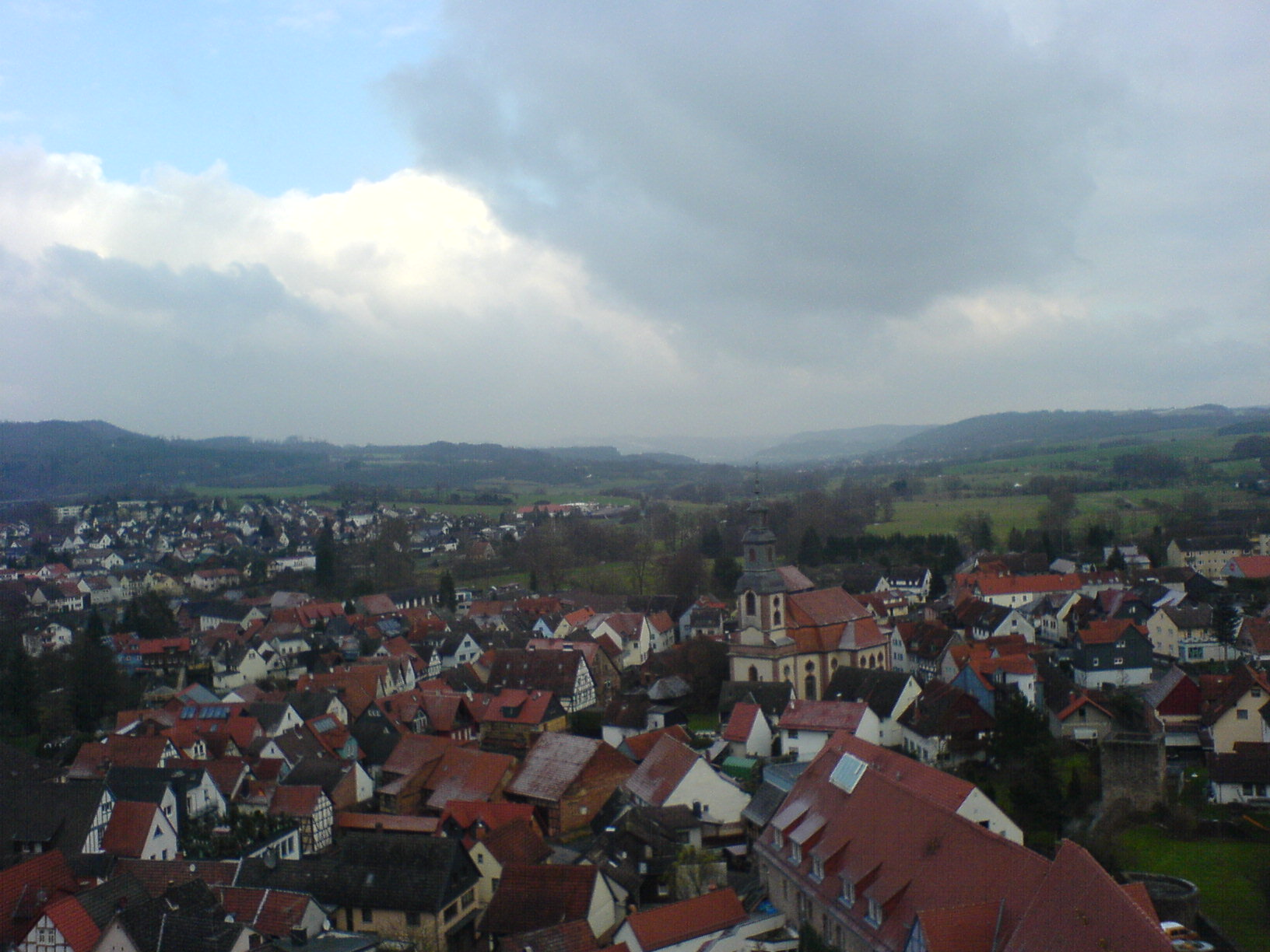
Reinhardskirche in der Ortslage

Die Kirche hatte erheblichen Einfluss auf eine Reihe von Kirchenneubauten in dieser Zeit in der Region, so z. B. die Evangelische Pfarrkirche Langenselbold, in Niederrodenbach oder in (Bad) Nauheim.
Im Zuge der Hanauer Union von 1818 wurden die calvinistischen und lutherischen Gemeinden in allen Orten der ehemaligen Grafschaft Hanau-Münzenberg zusammengelegt. Um die zuvor nach den Konfessionen benannten Kirchengebäude weiter unterscheiden zu können, wurde die „Lutherische Kirche“ nun „Reinhardskirche“ nach dem ehemaligen Landesherren der Grafschaft Hanau benannt, ein in der Grafschaft Hanau-Münzenberg übliches Verfahren. Die Reinhardskirche wurde nur noch saisonal genutzt und ab 1929 aufgegeben, als Lager benutzt und im Zweiten Weltkrieg an Turm und Dach schwer beschädigt. Seit der Restaurierung von 1962 bis 1965 ist die Reinhardskirche wieder Gemeindekirche. Die Kirchengemeinde gehört zum Kirchenkreis Kinzigtal der Evangelischen Kirche von Kurhessen-Waldeck.

## Orgel
Zwischen 1729 und 1731 wurde die erste Orgel der Reinhardskirche durch Johann Nikolaus Schäfer aus Hanau errichtet. Die Orgel hatte 15 Register und wurde 1897 durch Wilhelm Ratzmann zum romantischen Stil umgebaut. Die heutige Orgel wurde 1966 im alten Gehäuse Gebr. Stehle aus Bittelbronn erbaut. Die Mensuren und die Disposition stammten von Ernst Karl Rößler aus Hohenzell. Die Orgel wurde zunächst nur mit 19 Registern aufgestellt. Die fehlenden 6 wurden 1974 eingesetzt, wodurch die Orgel heute 25 Register besitzt.
| I Hauptwerk C–g3 |       |
| Pommer           | 16′   |
| Prinzipal        | 8′    |
| Gedacktflöte     | 8′    |
| Oktave           | 4′    |
| Rohrflöte        | 4′    |
| Nasat            | 2 ⁄3′ |
| Gemshorn         | 2′    |
| Mixtur V-VI      | 2′    |
| *Trompete        | 8′    |

| II Werk C–g3      |       |
| Musiziergedackt   | 8′    |
| *Weidenflöte      | 8′    |
| Praestant         | 4′    |
| Nachthorn         | 4′    |
| Sesquialter III   | 2 ⁄3′ |
| Oktave            | 2′    |
| Rohrgemsquinte    | 1 ⁄3′ |
| Zimbelmixtur IV-V | 1′    |
| Tremulant         |       |

| Pedal C–f1       |     |
| Subbaß           | 16′ |
| Oktavbaß         | 8′  |
| Rohrgedackt      | 8′  |
| Gemshorn         | 4′  |
| *Doppelrohrflöte | 2′  |
| *Großmixtur      | 4′  |
| *Posaune         | 16′ |
| *Feldtrompete    | 4′  |

(*) Register 1974 eingebaut
Koppeln: II/I, I/P, II/P